# تاکوما شیکایاما
تاکوما شیکایاما (انگلیسی: Takuma Shikayama؛ زادهٔ ۲۶ مهٔ ۱۹۹۶) بازیکن فوتبال است.